# Бромид титана(IV)
Бромид титана(IV) — неорганическое соединение, соль металла титана и бромистоводородной кислоты с формулой TiBr4, жёлтые кристаллы, реагирует с водой.

## Получение
- Реакция порошкообразного титана или карбида титана в парах брома:

{\displaystyle {\mathsf {Ti+2Br_{2}\ {\xrightarrow {T}}\ TiBr_{4}}}}
{\displaystyle {\mathsf {TiC+2Br_{2}\ {\xrightarrow {T}}\ TiBr_{4}+C}}}
- Действие бромистого водорода на  хлорид титана(IV):

{\displaystyle {\mathsf {TiCl_{4}+4HBr\ {\xrightarrow {130^{o}C}}\ TiBr_{4}+HCl}}}

## Физические свойства
Бромид титана(IV) образует жёлтые, расплывающиеся на воздухе кристаллы, 
кубической сингонии, пространственная группа P a3, параметры ячейки a = 1,1273 нм, Z = 8.

## Химические свойства
- Реагирует с водой:

{\displaystyle {\mathsf {TiBr_{4}+3H_{2}O\ {\xrightarrow {}}\ TiO(OH)_{2}\downarrow +4HBr}}}
{\displaystyle {\mathsf {TiBr_{4}+4H_{2}O\ {\xrightarrow {}}\ H_{4}TiO_{4}\downarrow +4HBr}}}
- и перегретым па́ром:

{\displaystyle {\mathsf {TiBr_{4}+H_{2}O\ {\xrightarrow {100^{o}C}}\ TiOBr_{2}+2HBr}}}
- С бромистоводородной кислотой образует гексабромотитановую кислоту:

{\displaystyle {\mathsf {TiBr_{4}+2HBr\ {\xrightarrow {}}\ H_{2}[TiBr_{6}]}}}
- С растворами бромидов щелочных металлов образует гексабромотитанаты:

{\displaystyle {\mathsf {TiBr_{4}+2NaBr\ {\xrightarrow {}}\ Na_{2}[TiBr_{6}]\downarrow }}}